# تيم ووماك
تيم ووماك (بالإنجليزية: Tim Womack)‏ هو لاعب كرة قدم بريطاني، ولد في 20 سبتمبر 1934 في Denaby ‏ في المملكة المتحدة، وتوفي في 8 نوفمبر 2010 في Barnby Dun ‏ في المملكة المتحدة. لعب مع دنابي يونايتد وديربي كاونتي ونادي ساوثهامبتون ونادي ووركينغتون.